# 瑪麗安娜·尼格哈德
瑪麗安娜·尼格哈德是一名丹麥海洋生物學家，專門研究翻車魨。她因鑑定出翻車魨物種迷惑翻車魨而知名。

## 職業生涯
尼格哈德是澳大利亞梅鐸大學獸醫和生命科學學院環境科學專業的博士生。在校期間，尼格哈德帶領研究團隊在印尼、澳大利亞和紐西蘭分析翻車魨的DNA。2013年，在分析皮膚樣本時，她發現了一個未被記錄的物種，現在被稱為「Mola tecta」，即迷惑翻車魨。作為博士研究的一部分，她分析了150多份翻車魨DNA樣本，基因定序發現了四個不同的物種，其中一個以前從未發現過。在接下來的四年裡，她與印度洋-太平洋地區的其他研究人員合作，鑑定並描述了迷惑翻車魨。這項研究確定，它們的體型大約在50公分到2.5公尺之間，與其他翻車魨物種不同的是，它們在生長過程中不會長出腫塊。最明顯的是，它們的背鰭分為上下兩部分。尼格哈德一直在幫助鑑定南半球紐西蘭、澳大利亞、智利、南非、聖塔芭芭拉海峽和加拿大西海岸的迷惑翻車魨標本。
在紐西蘭奧克蘭戰爭紀念博物館工作期間，尼格哈德領導了首次鑑定拉氏翻車魨幼魚的工作。